# 加藤愛 (アナウンサー)
加藤 愛（かとう あい、1994年10月12日 - ）は、フリーアナウンサー。元石川テレビ放送、CBCテレビアナウンサー。

## 来歴
岐阜県養老郡養老町出身。
養老町立東部中学校、岐阜県立大垣東高等学校、中京大学法学部卒業。
2017年4月、石川テレビ放送に入社。
2019年9月、石川テレビ放送を退社。
同年10月にCBCテレビに移籍。『サンデードラゴンズ』の第13代アシスタントを務めた。
契約満了のため、2024年9月30日を以てCBCを退社。
同年10月1日より、フリーアナウンサーに転身。一部の担当番組は継続した。
2025年3月からは立浪和義のYouTubeチャンネル、立浪和義と加藤愛の和き愛あいチャンネルにアシスタントとして出演。

## 人物
- 資格：秘書技能検定準2級、世界遺産検定3級

### エピソード
- 将来は公務員を志望し、各種サポートの充実した中京大学を選択。一方でアナウンサーを志す気持ちもあり、学外のアナウンススクールにも籍を置いた[2]。

## 現在の担当番組

### テレビ番組
- 『チャント!』- いただきます! ほぼ地元だけ愛されフード コーナー担当リポーター（CBCテレビ）（2023年4月6日 - ）[8]

### ラジオ番組
- 『石塚元章 ニュースマン!!』- アシスタント（CBCラジオ）（2024年10月5日 - ）
- 『青春☆工業HighSchoolクリップ』（CBCラジオ）（2024年10月4日 - ）

### YouTube
- 『立浪和義と加藤愛の和き愛あいチャンネル』(2025年3月 - )

## 過去の出演番組

### 石川テレビ
- 『石川さん情報Live リフレッシュ』
- 『石川さん みんなのニュース』
- 『石川さん プライムニュース』
- 『石川さん Live News it!』

### テレビ番組
- 『CBCニュース』（CBCラジオ・CBCテレビ）- 不定期
- サンデードラゴンズ（CBCテレビ、2019年10月6日 - 2025年3月23日）- アシスタント

2024年10月、フリーアナウンサーに転身後も出演。

### CBCラジオ
- 『多田しげおの気分爽快!!朝からP・O・N』（2020年4月2日 - 2024年3月29日）- 木、金曜アシスタント
- 『CBCニュース』- 不定期
- 『アナののびしろ』

### フリーアナウンサー転身後
- 『STATION Ai-CHUBU STARTUPS SELECTION』（CBCラジオ、2024年10月6日 - 2025年3月30日）

### インターネット
- ウラサカ（CBC公式YouTubeチャンネル、2020年10月 - ）